# FCF
FCF（Fight Club Finland）は、フィンランドのプロレス団体。

## 歴史
2006年、スターバックが設立して旗揚げ戦を開催。
2010年7月、日本のSMASHにスターバックが参戦して交流が行われた。

## タイトル
- FCF王座

## 所属選手

### 男子選手
- スターバック（Starbuck）
- アンヘル・デ・トルメンタ（Angel de Tormentá）
- イボテン（Ibo Ten）
- エル・エクセントリコ（El Excentrico）
- ウラジミール・ペトロフ（Vladimir Petrov）
- エディ・アナーキー（Eddie Anarchy）
- オセロッティ（Oselotti）
- カゲマン・グロ（Kageman Guro）
- クリスチャン・クルキ（Kristian Kurki）
- ジョニー・マクメタル（Johnny McMetal）
- ドクター・ノー（Dr. No）
- ハイジー・ヘイモ・ユーコンセルカ（Häijy Heimo Ukonselkä）
- バレンタイン（Valentine）
- ビル・テュホ・トルヴィネン（Ville Tuho Torvinen）
- ヘクター・レ・チーフ（Hector Le Chef）
- ミッコ・マエストロ（Mikko Maestro）
- マフタヴァ・ペラクレス（Mahtava Perkules）
- ヤニ・ヤーミース・ヤルヴィネン（Jani Jäämies Järvinen）
- リッキー・ヴェンデッタ（Ricky Vendetta）

### 女子選手
- オーロラ（Aurora）
- サラ・エレクトラ（Sara Elektra）
- ジェシカ・ラブ（Jessica Love）（ニューハーフ）